# Hasbro
Hasbro ist ein US-amerikanischer Spielwarenhersteller mit Sitz in Pawtucket, Rhode Island in den USA. Die Firmenbezeichnung setzt sich als Akronym zusammen aus den Namen Hassenfeld Brothers. Hasbro vertreibt u. a. Monopoly (bis 1991 Parker Brothers).

## Firmengeschichte
Hasbro wurde 1923 von den Gebrüdern Henry und Hillel Hassenfeld in Providence, Rhode Island gegründet. Der kleine Familienbetrieb stellte zunächst Bleistiftmäppchen und andere Schulmaterialien her, bis man 1943 erstmals Spielwaren vermarktete. Den Grundstein für den Erfolg Hasbros legte die Einführung der Spielzeuge Mr. Potato Head (1952) und G.I. Joe (1964).
Durch die Spezialisierung auf das Spielwarengeschäft konnte die Firma expandieren, 1968 entwickelte sich aus dem Familienbetrieb die Hasbro Industries Inc. Durch Zukäufe und Weiterentwicklung baute Hasbro seine Marktstellung auch international immer weiter aus:
- 1984 erfolgte die Übernahme des Spiele- und Puzzle-Herstellers Milton Bradley (MB).
- 1989 übernahm Hasbro den Spielwarenhersteller Coleco inklusive der Marke Selchow & Righter für 85 Millionen $.[3]
- 1991 übernahm Hasbro den Spielwarenhersteller Tonka und damit auch die Marken Parker Brothers und Kenner.
- 1994 übernahm Hasbro den britischen Spielehersteller Waddingtons für 50 Millionen £.[4]
- 1995 startete die Computerspielsparte Hasbro Interactive und veröffentlichte als erstes das Monopoly-Spiel auf CD-ROM. Im Jahr 2001 wurde das verlustreiche Hasbro Interactive an den französischen Softwarekonzern Infogrames für 100 Millionen $ verkauft.
- 1998 kaufte Hasbro den US-Spielwarenhersteller Tiger Electronics auf. Durch die Übernahme von Tiger Electronics kam 1998 der Furby, eine elektronische Spielfigur, auf den Markt, die weltweit über 40 Millionen Mal verkauft wurde.
- 1998 kaufte Hasbro den Spielzeughersteller Galoob für 220 Millionen $.[5]
- 1998 kaufte Hasbro die Rechte am gesamten Spieleprogramm der Firma Avalon Hill von Monarch Avalon Printing.
- 1998 übernahm Hasbro alle verbleibenden Rechte an der Atari Corporation für 5 Millionen $,[6] verkaufte diese aber 2000 an Infogrames.
- 1999 übernahm Hasbro den Sammelkarten- und Rollenspiel-Hersteller Wizards of the Coast (Magic, Dungeons & Dragons).
- 2005 übernahm Hasbro den 3D-Puzzle-Hersteller Wrebbit.[7]
- 2008 übernahm Hasbro den Spielehersteller Cranium, Inc. für 69 Millionen $.[8]
- 2008 kaufte Hasbro die Lizenz von Playmates Toys für die Herstellung von Emily-Erdbeer-Figuren.
- 2018 kaufte Hasbro die Lizenzrechte für Power Rangers von Saban Brands für rund 522 Millionen $.[9]
- 2019 kündigte Hasbro an, für 4 Milliarden $ die kanadisch-britische Produktionsfirma Entertainment One kaufen zu wollen.[10]

### Mattel
Wiederholt, etwa 1996 und 2015, haben Barbie-Hersteller Mattel und Hasbro über eine Fusion verhandelt. 2017 ist der Börsenwert von Mattel stark gesunken, im November 2017 hat Hasbro ein Übernahmeangebot für seinen größten Konkurrenten Mattel unterbreitet.

## Partner
Von 1978 bis 2000 arbeitete Hasbro mit der New Yorker Werbeagentur Griffin Bacal zusammen, die nicht nur Werbestrategien für neue Hasbro-Produkte und -Spielzeugserien entwickelte, sondern als Eigentümer des Zeichentrickstudios Sunbow Productions auch im Auftrag Hasbros Zeichentrickserien entwickeln ließ, die als Werbung für Hasbro-Produkte dienen sollten.
Seit 1972 hat Hasbro geschäftliche Beziehungen mit dem japanischen Spielzeughersteller Takara. Die bekannteste Zusammenarbeit der beiden Firmen ist die Spielzeugserie Transformers, deren ursprüngliche Figuren von Takara entwickelt und 1984 von Hasbro, Griffin Bacal und dem Comicverlag Marvel für den amerikanischen Markt mit einer neuen Hintergrundgeschichte und einem neuen Namen versehen wurden. Ab 1985 übernahm Takara dann das amerikanische Konzept inklusive des Namens „Transformers“ auch für den japanischen Markt. Bis heute entwickeln Designer beider Firmen neue Transformers-Figuren in enger Kooperation. Eine weitere Zusammenarbeit der beiden Firmen ist Beyblade (in Japan ab 1999 von Takara veröffentlicht, seit 2002 von Hasbro weltweit vertrieben).
1999 begann Hasbro eine weitere Partnerschaft mit dem japanischen Hersteller Takara Tomy, der unter anderem von Hasbro entwickelte Star-Wars-Spielzeuge unter Lizenz auf dem japanischen Markt veröffentlichte. Im Gegenzug veröffentlichte Hasbro ab 2001 Tomys Zoids-Spielzeuge in den USA. 2005 fusionierten Takara und Tomy zu Takara Tomy (außerhalb Japans seither schlicht „Tomy“). Das neue Unternehmen setzt die bestehende Zusammenarbeit mit Hasbro unverändert fort. Seit 2008 stellt der amerikanische Figurenhersteller Sideshow Collectibles und Hot Toys (2013) 12 Zoll große G.I.-Joe-Figuren unter der Lizenz Hasbros her.

## Unternehmenspolitik

### Produktsicherheit
Wie die meisten Spielwarenhersteller betreibt auch Hasbro zum Schutz der Kinder Tests und Sicherheitsuntersuchungen, um somit eine Qualität und Schutz vor Verletzungen zu bieten. Hasbro-Spielzeuge werden unter anderem nach den Bestimmungen der EU-Sicherheitsnorm EN 71 gefertigt.
Als 2007 Meldungen über schlechte Sicherheitsstandards und giftige Bleifarben in Spielzeugen, die in China produziert wurden, darunter vorwiegend Spielzeuge des Hasbro-Konkurrenten Mattel, sowie daraus resultierende Rückrufaktionen wiederholt Schlagzeilen machten, reagierte der amerikanische Hasbro-Mutterkonzern darauf mit einer offiziellen Stellungnahme, die besagte, dass die Sicherheitsbestimmungen für alle Hasbro-Produkte den gesetzlichen Anforderungen nicht nur genügten, sondern diese sogar überträfen. Tatsächlich befände sich unter den beanstandeten Spielzeugen kein einziges Hasbro-Produkt.

### Vermarktung
Hasbro war der erste Spielzeughersteller, der für Mr. Potato Head ab 1952 gezielt Werbung für Kinder im Sinne des Pester Power einführte. Bis zu diesem Zeitpunkt galt Werbung für Kinder als amoralisch und die Branche befürchtete Einbußen durch erzürnte Eltern.
Zu Beginn der 1980er Jahre suchten amerikanische Spielzeughersteller nach neuen Möglichkeiten, um ihre Produkte zu vermarkten. Da die Federal Communications Commission damals noch strenge Regelungen bezüglich der zulässigen Werbeminuten im Kinderfernsehen hatte, ließen die Spielzeugfirmen sowohl Comics als auch Zeichentrickserien produzieren, deren primäres Ziel in der Vermarktung gleichnamiger Spielzeuge lag, und erklärten die Zeichentrickserien kurzerhand zur Werbung für die Comics. 1984 hob die FCC dann die diesbezüglichen Beschränkungen auf. In Hasbros Fall gab es unter anderem Zeichentrickserien zu G.I. Joe (1983, basierend auf dem Neustart der Spielzeugserie unter dem Titel G.I. Joe: A Real American Hero), The Transformers und Mein kleines Pony (beide 1984). In allen drei Fällen führte die wechselseitige Beziehung zwischen Spielzeug und Fernsehserie zum beiderseitigen Erfolg. Auch abendfüllende Zeichentrickfilme zu den Serien wurden in Auftrag gegeben, doch nachdem The Transformers: The Movie und My Little Pony: The Movie 1986 zu Flops an den Kinokassen wurden, erschien G.I. Joe: The Movie nur noch auf Video. In späteren Jahren ließ Hasbro viele weitere Zeichentrickserien zu jeweils aktuellen Spielzeugserien produzieren.
Darüber hinaus vergibt Hasbro auch seit mehreren Jahrzehnten Lizenzen an Comicverlage wie Marvel, Dreamwave Productions, Devil’s Due Publishing oder IDW Publishing, damit diese Comics veröffentlichen, die auf Hasbro-Spielzeugserien wie Transformers oder G.I. Joe basieren. Dabei übt Hasbro, genau wie auch im Falle der Zeichentrickserien, unterschiedlich starken Einfluss auf die Comic-Autoren aus, damit diese etwa verstärkt neue Produkte (z. B. Figuren oder Fahrzeuge) in den Mittelpunkt der Geschichten rücken.
Im neuen Jahrtausend will sich Hasbro, dem Beispiel von Marvel bzw. DC folgend, verstärkt als Unterhaltungsfirma verstanden wissen. Statt Zeichentrick- und Comic-Umsetzungen von Hasbro-Spielzeugserien sollen künftig Kinoverfilmungen von Hasbro-Lizenzen eine größere Rolle einnehmen. Den Anfang machte 2007 der Transformers-Film, der mit Transformers – Die Rache (2009) und Transformers 3 (2011) fortgesetzt wurde, hinzu kam 2009 eine Verfilmung von G.I. Joe, G.I. Joe – Geheimauftrag Cobra sowie ab 12. April 2012 Battleship. Eine Verfilmung des Brettspiels Monopoly ist ebenso geplant wie eine Verfilmung der ursprünglich von Kenner hergestellten Figur Stretch Armstrong. Für Hasbro stellt dies den Beginn einer Trendwende dar: Anstelle des „Spielzeugs zum Film“ soll es nun häufiger den „Film zum Spielzeug“ geben. Hasbro erhofft sich davon geringere Kosten und höhere Einnahmen.

Stark verbreitet besonders unter Jungen ist das Spielzeugsystem NERF von Hasbro. Es handelt sich um bunte Spielzeuge aus Kunststoff (Dartblaster), die an Gewehre oder Pistolen erinnern und aus denen Pfeile (Darts) aus Schaumstoff verschossen werden.

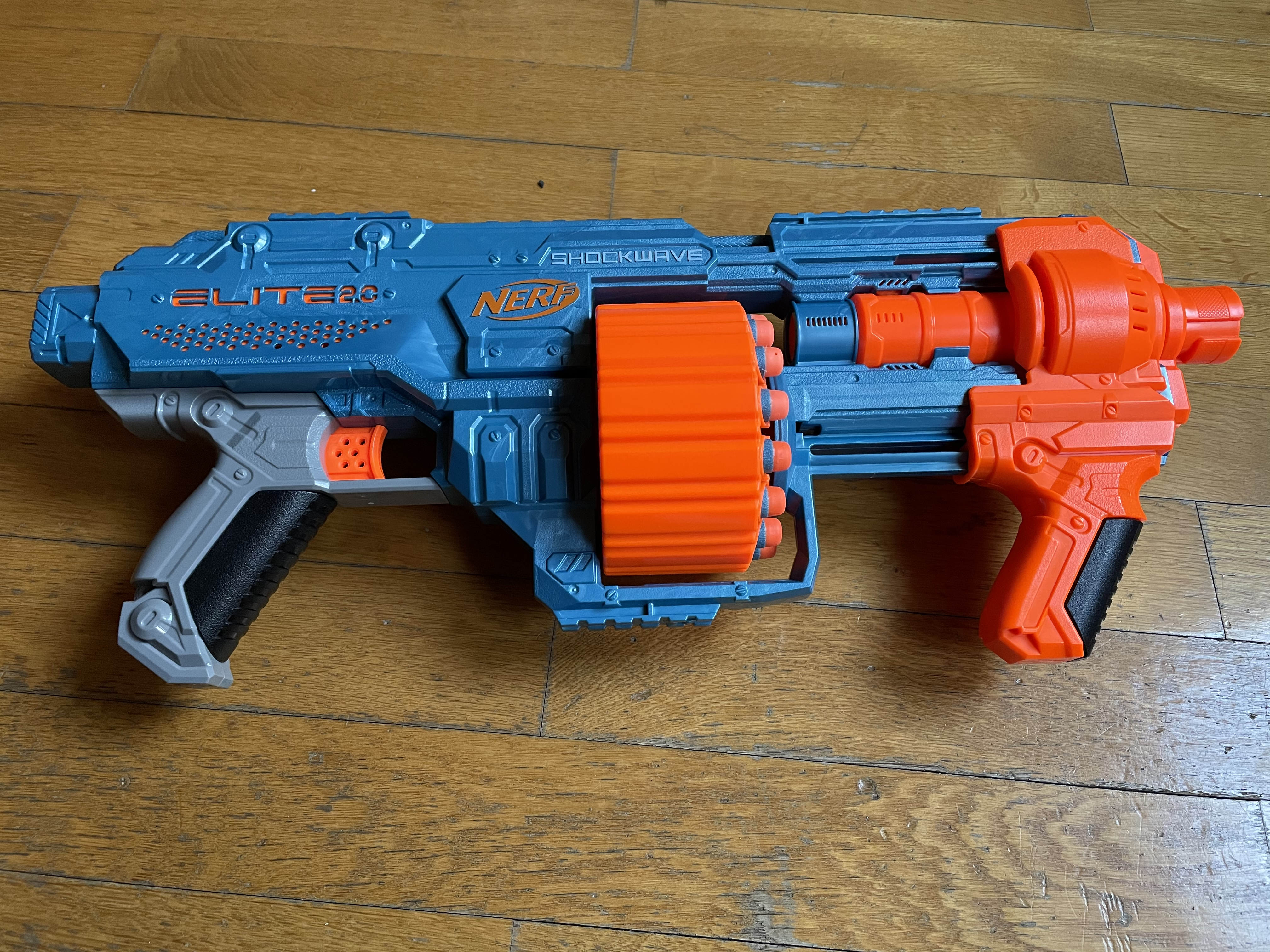
Nerf Shockwave

Seit Oktober 2010 betreibt Hasbro in Zusammenarbeit mit Discovery Communications einen neuen Fernsehsender namens The Hub, der den Sender Discovery Kids ersetzt. Auf The Hub werden auch neue wie alte Serien ausgestrahlt, die auf Hasbro-Produkten basieren.

### Hasbro Cinematic Universe
Im Jahr 2015 kündigte der Spielzeughersteller mit dem Hasbro Cinematic Universe ein Franchise und fiktives Universum rund um seine Figuren an. Nach Vorbild von Marvels MCU soll ein eigenes Filmuniversum aufgebaut werden. In diesem sollen Figuren wie die „Micronauts“ im selben Universum wie „G.I. Joe“ spielen und ein Hasbro Cinematic Universe etablieren. Es wurden Filme zu verschiedenen Hasbro-Spielzeugserien angekündigt, so zu den Transformers und dem G.I.-Joe-Franchise. Dieses soll im Herbst 2020 mit Snake Eyes: G.I. Joe Origins von Regisseur Robert Schwentke beginnen, als Spin-off von G.I. Joe – Geheimauftrag Cobra und G.I. Joe – Die Abrechnung, gefolgt von Micronauts über eine Gruppe mikroskopisch kleiner Kämpfer im Weltall, der im Oktober 2020 erscheinen sollte, jedoch auf Juni 2021 verschoben wurde. Ebenso soll innerhalb des Hasbro Cinematic Universe die Filmreihe um Transformers, die ab dem Jahr 2007 entstand, fortgeführt werden. Ursprünglich sollten auch die Spielzeug- und gleichnamigen Zeichentrickserie M.A.S.K. mit kleinen Actionfiguren, die Fahrzeuge steuern, die sich verwandeln können, und ROM nach der Figur „Rom the Space Knight“, einem Weltraumritter, der in den 1980er Jahren der Star eines Marvel Comics war, zum HCU gehören, wurden später jedoch aus diesem gelöst.
| Filmtitel                                 | Regisseur        | Status                                    |
| ----------------------------------------- | ---------------- | ----------------------------------------- |
| Snake Eyes: G.I. Joe Origins              | Robert Schwentke | Kinostart Oktober 2021                    |
| Micronauts                                | Dean DeBlois     | geplanter Kinostart                       |
| Untitled Transformers Project             |                  | geplanter Kinostart                       |
| G.I. Joe: Ever Vigilant                   | D. J. Caruso     |                                           |
| Visionaries: Knights of the Magical Light |                  |                                           |
| M.A.S.K.: Mobile Armored Strike Kommand   | F. Gary Gray     | 2018 angekündigt, später aus HCU genommen |
| ROM-Verfilmung                            |                  | aus HCU genommen                          |

### Soziales Engagement
Hasbro ist seit 1994 Namenspate des Hasbro Children’s Hospital in Providence, Rhode Island.

## Hasbro Deutschland
Die deutsche Hasbro-Tochter, die Hasbro Deutschland GmbH, wurde 1991 infolge einer internationalen Durchsetzung des Firmennamens formell etabliert und ging aus der früheren deutschen Niederlassung der bereits 1984 von Hasbro übernommenen Firma Milton Bradley (MB) hervor. Bis dahin unterstanden die europäischen Hasbro-Tochterunternehmen der Kontrolle von Hasbro UK.
Seit 2022 befindet sich der Hauptsitz von Hasbro Deutschland in Neu-Isenburg in der Nähe von Frankfurt am Main. Am alten Firmensitz im westfälischen Soest befinden sich nach wie vor das Logistikzentrum für die Auslieferung sowie das Warenlager für den Vertrieb in ganz Europa.